# Estación de Albolote
Albolote es una estación de ferrocarril perteneciente a Adif situada en el interior del polígono industrial de Juncaril, en los municipios españoles de Albolote y Peligros, provincia de Granada (Andalucía). En la actualidad solo presta servicios logísticos y de mercancías.

## Situación ferroviaria
La estación se encuentra en el punto kilométrico 49,9 de la línea férrea de ancho ibérico Moreda-Granada, a 667 metros de altitud sobre el nivel del mar, entre las estaciones de Deifontes y Granada. El tramo es de vía única y está sin electrificar.

## Historia
La estación fue inaugurada en 1904 junto al resto de la línea Moreda-Granada, construida por la Compañía de los Caminos de Hierro del Sur de España. Con posterioridad la propiedad de la estación pasaría a manos de la Compañía de los Ferrocarriles Andaluces y en 1941, con la nacionalización de toda la red ferroviaria de ancho ibérico, se integró en la recién creada RENFE. La estación fue clausurada al servicio de viajeros en 1995, si bien continuó operativa para los servicios de mercancías. Desde el 1 de enero de 2005 el ente Adif es la titular de las instalaciones ferroviarias, mientras que Renfe Operadora explota la línea. El histórico edificio de viajeros fue derribado en diciembre de 2017 debido a su antigüedad y al peligro de derrumbe.

## La estación
Actualmente la línea está bajo el amparo de un Control de Tráfico Centralizado, por lo que no existe personal en la estación. No existe acceso a los andenes de la estación ya que se encuentra rodeada de naves industriales, de modo que para llegar es necesario caminar por el lateral de la vía. La estación no dispone de servicio de viajeros, pero sí de un importante tráfico de mercancías. Existen varios ramales industriales. Antiguamente la actividad más habitual era la de descarga de gases licuados del petróleo, ya que Repsol Butano poseía unas instalaciones de almacenamiento junto a la estación.